# Chrysopilus splendidus
Chrysopilus splendidus är en tvåvingeart som först beskrevs av Johann Wilhelm Meigen 1820.  Chrysopilus splendidus ingår i släktet Chrysopilus och familjen snäppflugor. Det är osäkert om arten förekommer i Sverige. Inga underarter finns listade i Catalogue of Life.

## Bildgalleri

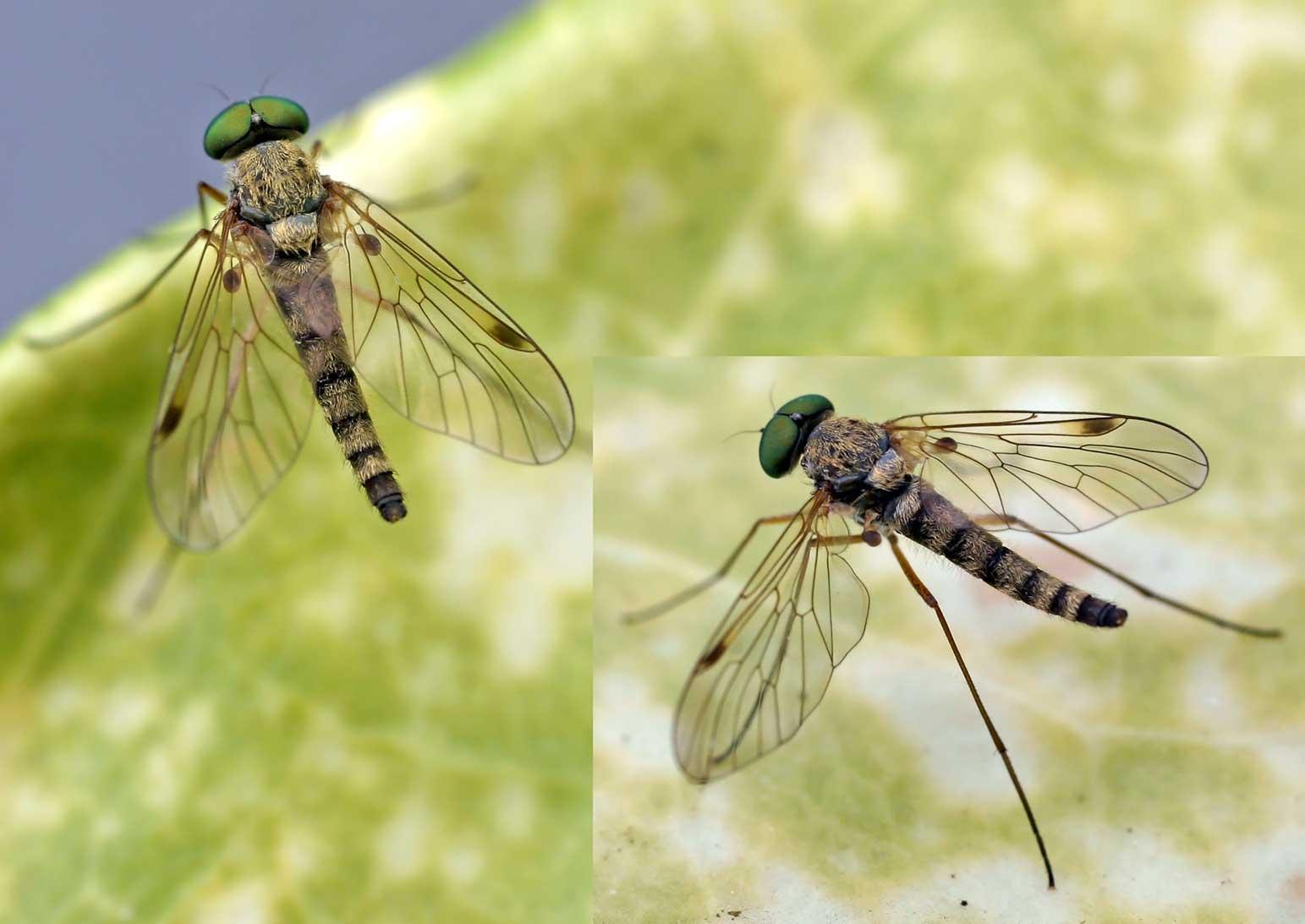